# Moreau-nektármadár
A Moreau-nektármadár (Cinnyris moreaui) a madarak osztályának verébalakúak (Passeriformes) rendjébe, ezen belül a nektármadárfélék (Nectariniidae) családjába tartozó faj.

## Rendszerezése
A fajt William Lutley Sclater brit zoológus írta le 1933-ban, a Fülleborn-nektármadár (Cinnyris mediocris) alfajaként Cinnyris mediocris moreaui néven. Sorolták a Nectarinia nembe Nectarinia moreaui néven is.

## Előfordulása
Tanzánia területén honos. Természetes élőhelyei a  szubtrópusi és trópusi hegyi esőerdők. Állandó, nem vonuló faj.

## Megjelenése
Testhossza 12 centiméter.

## Természetvédelmi helyzete
Az elterjedési területe kicsi, egyedszáma pedig csökken. A Természetvédelmi Világszövetség Vörös listáján mérsékelten fenyegetett fajként szerepel.